# Ánir
Ánir è un villaggio nelle Isole Fær Øer, fondato nel 1840.
Il villaggio fa parte del comune di Klaksvík, ha due strade, 4 case originali del villaggio e 15 nuove ville edificate nel 2009.

## Riferimenti
- https://web.archive.org/web/20110707144757/http://www.annualbusinessreport.com/abr07/072-073.pdf
- https://web.archive.org/web/20110710224650/http://www.faroebusinessreport.com/archives-mainmenu-48/2007-archive/203-klaksvs-trump-card-terminal
- https://web.archive.org/web/20110514115415/http://www.faroeislands.dk/pages/AnirIndex.htm